# Morrison-Gletscher
Der Morrison-Gletscher ist ein 5 Kilometer langer Gletscher an der Foyn-Küste des Grahamlands auf der Antarktischen Halbinsel. Er fließt in südlicher Richtung zwischen dem Attlee- und dem Eden-Gletscher zum Kopfende des Cabinet Inlet.
Der Falkland Islands Dependencies Survey kartierte ihn und benannte ihn nach dem britischen Politiker Herbert Stanley Morrison (1888–1965), Versorgungs- und später Innenminister im Kriegskabinett unter Winston Churchill. Luftaufnahmen entstanden bei der US-amerikanischen Ronne Antarctic Research Expedition (1947–1948).